# EureBrauerei
#eureBrauerei war eine österreichische Fernsehsendung, welche von September bis Oktober 2017 in 5 Folgen auf Puls 4 ausgestrahlt wurde. Erzähler war Gregor Bloéb.
In der Sendung wurde ein Team von 5 Personen – Claudio Oberwinkler, Nikolina Wege, Thomas Winkler, Erhard Dinhobl, Bianca – dazu animiert, ein Bier zu brauen. Es handelte sich dabei um das 50 Jahre Jubiläumsbier von Zipfer Urtyp in der Brauerei Zipf. Hilfe bekamen sie dabei von den zwei Braumeistern Harald und Christian.
Die Dreharbeiten fanden in Oberösterreich in Zipf und der Umgebung, im Mühlviertel in St. Peter am Wimberg und am Mondsee statt.